# Edificio Molitor
 El Edificio Molitor es un edificio de apartamentos diseñado por Le Corbusier y Pierre Jeanneret y construido entre 1931 y 1934. Ubicada en la frontera entre la ciudad de París y la comuna de Boulogne-Billancourt en Francia, ha sido incluida junto con otras 16 obras arquitectónicas de Le Corbusier como Patrimonio de la Humanidad por la UNESCO. Le Corbusier vivió en el edificio desde su finalización hasta su muerte en 1965. 

## Ubicación
La fachada este se encuentra en el número 24 de la calle Nungesser-et-Coli, que marca la frontera entre el distrito XVI de París y la comuna de Boulogne-Billancourt. La fachada oeste da a la calle de la Tourelle, ubicada completamente dentro de Boulogne-Billancourt.

## Historia
En 1931, la promotora inmobiliaria Société Immobilière de Paris Parc des Princes, representada por Marc Kouznetzoff y Guy Noble, adquirió una parcela para construcción en el este de París, adyacente a Boulogne. Le Courbusier y su primo Pierre Jeanneret fueron comisionados para diseñar un edificio de apartamentos a construir en ella, y se les pidió que buscaran clientes potenciales entre sus conocidos. Los promotores aún no habían asegurado la financiación requerida y estaban ansiosos por demostrar que la arquitectura de vanguardia podía ser más atractiva para los compradores que los edificios convencionales de los alrededores.
Entre julio y octubre de 1931, Le Corbusier y Jeanneret diseñaron un edificio de ocho pisos con quince apartamentos, con dos o tres por nivel. El diseño aplicó cuatro de los cinco puntos de la arquitectura moderna de Le Corbusier: plano de planta libre, estructura soportada por columnas en lugar de paredes, fachada libre y jardín en la azotea. Le Corbusier negoció con los promotores y adquirió el derecho a ocupar los dos pisos superiores, que se construirían a su propio costo, para ser su propio apartamento.
La construcción comenzó en 1932. Se interrumpió durante varios meses porque algunas de las viviendas aún no habían encontrado compradores, mientras que los dos promotores enfrentaban serias dificultades financieras. El edificio se completó a principios de 1934, pero en 1935 la Société Immobilière de Paris Parc des Princes se declaró en quiebra. El banco que había financiado el proyecto impugnó el título de propiedad de Le Corbusier y deseaba vender todo el edificio. Este fue el comienzo de una década de procedimientos legales, al final de la cual, en 1949, se reconoció la titularidad del arquitecto. Durante estos años se descuidó el mantenimiento del edificio, lo que causó problemas de oxidación en los años posteriores. 
Se realizó una renovación importante en 1950, y nuevamente en 1962. El arquitecto y su esposa residieron en este edificio hasta su muerte, ella en 1957 y él en 1965. Desde su muerte, el taller y el apartamento son propiedad de la Fundación Le Corbusier y se puede visitar con cita previa (cerrado por renovaciones desde septiembre de 2016 a mayo de 2018). Una de las paredes del vestíbulo está cubierta por un mural del Poema del ángulo recto del arquitecto, una declaración de su estética tardía.

## Arquitectura

### Fachadas
Este edificio es probablemente el más tradicional de las obras maduras de Le Corbusier. El diseño estuvo limitado por la estrecha (12 metros (39,4 pies) ) y profunda (24 metros (78,7 pies)) configuración del suelo y por los estrictos códigos de zonificación, que especifican la altura del parapeto, la conformidad con las paredes de la calle existente e incluso la ubicación de los balcones y ventanales. Sin embargo, la inventiva del arquitecto quedó en evidencia en las fachadas de vidrio. Idénticas en ambos lados, se inspiraron en la Maison de Verre de Pierre Chareau y Bernard Bijvoet, pero Le Corbusier se apartó del prototipo de ladrillo de vidrio de Chareau mediante la adición de aberturas transparentes. Externamente, las fachadas ofrecen un contraste entre los ladrillos de vidrio sólido y las ventanas transparentes, pero internamente los apartamentos están inundados de luz en toda la pared.

### Apartamento y taller de Le Corbusier
El apartamento que Le Corbusier construyó para su uso personal en los dos pisos superiores se extiende sobre 240 metros cuadrados (2583,3 ft²). Se llega por escaleras desde el sexto piso, el último nivel servido por el ascensor. Las habitaciones están dispuestas de modo que se eliminen los pasillos y minimizar el número de puertas. El séptimo piso contiene la entrada, la sala, la cocina y el taller. El octavo piso alberga una habitación de invitados y el acceso al jardín de la azotea. Las paredes están pintadas en colores primarios puros. El taller que Le Corbusier usó para su pintura tiene una pared de piedra y ladrillo rugoso a la vista que contrasta con los modernos materiales de hormigón y vidrio. Los muebles fueron diseñados por Charlotte Perriand, asociada de Le Corbusier.

## Clasificación
Este edificio fue catalogado como monumento histórico por el Ministerio de Cultura francés por el apartamento de Le Corbusier en 1972 y en 1990 por las fachadas, el patio, el techo y el hall de entrada. En 2016 fue incluido junto con otras 16 obras arquitectónicas de Le Corbusier como Patrimonio de la Humanidad por la UNESCO.